# Pavle Kostov
Pavle Kostov (28 de setembro de 1987) é um velejador croata que competiu nos Jogos Olímpicos de Pequim 2008 e Londres 2012 na classe 49er.
Junto com seus compatriotas Petar Cupać e Ivan Bulaja, recebeu a Medalha Pierre de Coubertin em Pequim, por espírito esportivo e humanitário; ele e seus colegas emprestaram seu barco aos velejadores dinamarqueses Jonas Warrer e Martin Kirketerp, que tiveram o mastro de seu barco quebrado logo antes da largada da regata final, a Medal Race, que decidia as medalhas da categoria ente os dez melhores colocados até ali e para a qual os croatas não estavam classificados. Com o barco dos croatas, Warrer e Kirketerp conquistaram a medalha de ouro.